# Роздорська селищна територіальна громада
Роздорська селищна територіальна громада — територіальна громада в Україні, у Синельниківському районі Дніпропетровської області. Адміністративний центр — селище Роздори.
Площа громади — 144,8 км², населення — 3205 мешканців (2018). Є найменшою селищною громадою України за кількістю населення.
Утворена 8 вересня 2016 року шляхом об'єднання Роздорської селищної ради і Старовишневецької сільської ради Синельниківського району.
19 липня 2020 року, в результаті адміністративно-територіальної реформи та ліквідації   Синельниківського (1923—2020)району, громада увійшла до складу новоутвореного Синельниківського району.

## Населені пункти
До складу громади входять 2 селища (Вишневецьке, Роздори), та 8 сіл:
- Водяне
- Гострий Камінь
- Катражка
- Нововознесенка
- Новоматвіївське
- Парне
- Роздолля
- Старовишневецьке